# Rue du Petit-Paris (Metz)
La rue du Petit-Paris est une voie de la commune de Metz, dans le département de la Moselle, en région Lorraine.

## Situation et accès
La rue se trouve dans Metz-Centre, proche de la place Saint-Jacques.

## Origine du nom
Elle a porté le nom Saint-Sauveur, en 1647 rue Serignan et en 1720 Petit-Paris, nom d'une hôtellerie.

## Historique
C'est une rue commerçante et piétonne de Metz. Le terrain compris entre les rues du Petit Paris, de la Fontaine Saint Jacques et de la place Saint Jacques, appartenait à la collégiale Saint Sauveur tandis que l'autre côté de la rue du Petit Paris appartenait au chapitre de la Cathédrale.